# رحمة بن علي
رحمة بن علي هي لاعبة تايكوندو تونسية وُلدت في 15 سبتمبر 1993، ومثلت تونس في دورة الألعاب الأولمبية الصيفية عام 2016 في منافسات الوزن الخفيف أقل من 57 كيلوغرام للسيدات.

## المشاركات والميداليات
شاركت رحمة بن علي عام 2010 في بطولة العالم للتايكوندو للناشئين، وحصلت منها على الميدالية البرونزية في منافسات الوزن الخفيف أقل من 55 كيلوغرام للسيدات، ثُمّ شاركت في نفس العام في دورة الألعاب الأولمبية الصيفية للشباب، والتي أقيمت في سنغافورة، حيث نجحت في إحراز الميدالية الفضية في منافسات الوزن أقل من 57 كيلوغرام للسيدات. وفي العام التالي شاركت رحمة بن علي في دورة الألعاب الأفريقية التي أقيمت في مدينة مابوتو بموزمبيق حيث حصلت على الميدالية الذهبية في منافسات الوزن أقل من 53 كيلوغرام للسيدات، كما شاركت في عام 2015 في دورة الألعاب الإفريقية التي أقيمت في مدينة برازافيل بجمهورية الكونغو برازافيل حيث تمكنت من إحراز الميدالية البرونزية في منافسات الوزن أقل من 53 كيلوغرام للسيدات. 
شاركت رحمة بن علي أيضًا في عام 2016 في دورة الألعاب الأولمبية الصيفية التي أقيمت في مدينة ريو دي جانيرو بالبرازيل، بعدما تغلبت في 7 فبراير 2016 على منافستها الغانية واحتلت المركز الثاني في منافسات الوزن أقل من 57 كيلوغرام للسيدات في التصفيات الأفريقية المؤهلة للألعاب الأولمبية، والتي أقيمت في مدينة أغادير بالمغرب، ولكنها خرجت من الدور ثمن النهائي في دورة الألعاب الأولمبية الصيفية ولم تنجح في التأهل للدور النهائي من البطولة بعد خسارتها في الجولة الأولى أمام لاعبة التابكوندو اليابانية مايو هامادا بنتيجة 9-0. ويوضح الجدول التالي أهم المُسابقات والبطولات التي شاركت فيها رحمة بن علي، وأبرز الميداليات والألقاب التي حققتها في البطولات والمسابقات المختلفة:
| العام | المسابقة                         | المكان                             | المنافسات                                | الترتيب/الميدالية                   | ملاحظات                                                                                |
| ----- | -------------------------------- | ---------------------------------- | ---------------------------------------- | ----------------------------------- | -------------------------------------------------------------------------------------- |
| 2010  | بطولة العالم للتايكوندو للناشئين | تيخوانا، الولايات المتحدة          | منافسات الوزن أقل من 55 كيلوغرام للسيدات | المركز الثالث (الميدالية البرونزية) |                                                                                        |
| 2010  | الألعاب الأولمبية الصيفية للشباب | سنغافورة                           | منافسات الوزن أقل من 57 كيلوغرام للسيدات |                                     |                                                                                        |
| 2010  | بطولة افريقيا للتايكوندو         | طرابلس، ليبيا                      | منافسات الوزن أقل من 57 كيلوغرام للسيدات | المركز الثاني (الميدالية الفضية)    |                                                                                        |
| 2011  | دورة الألعاب الأفريقية           | مابوتو، موزمبيق                    | منافسات الوزن أقل من 53 كيلوغرام للسيدات | المركز الأول (الميدالية الذهبية)    |                                                                                        |
| 2012  | بطولة افريقيا للتايكوندو         | أنتاناناريفو، مدغشقر               | منافسات الوزن أقل من 53 كيلوغرام للسيدات | المركز الثاني (الميدالية الفضية)    |                                                                                        |
| 2014  | بطولة افريقيا للتايكوندو         | تونس العاصمة، تونس                 | منافسات الوزن أقل من 53 كيلوغرام للسيدات | المركز الثاني (الميدالية الفضية)    |                                                                                        |
| 2015  | دورة الألعاب الإفريقية           | برازافيل، جمهورية الكونغو برازافيل | منافسات الوزن أقل من 53 كيلوغرام للسيدات | المركز الثالث (الميدالية البرونزية) |                                                                                        |
| 2016  | بطولة قطر الدولية للتايكوندو     | الدوحة، قطر                        | منافسات الوزن أقل من 53 كيلوغرام للسيدات | المركز الأول (الميدالية الذهبية)    | [ 4 ]                                                                                  |
| 2016  | دورة الألعاب الأولمبية الصيفية   | ريو دي جانيرو، البرازيل            | منافسات الوزن أقل من 53 كيلوغرام للسيدات | لم تتأهل                            | خرجت من الدور التمهيدي بعد هزيمتها أمام اللاعبة اليابانية مايو هامادا                  |
| 2017  | بطولة العالم للتايكوندو          | موجو، كوريا الجنوبية               | منافسات الوزن أقل من 53 كيلوغرام للسيدات |                                     | [ 6 ]                                                                                  |
| 2017  | دورة ألعاب التضامن الإسلامي      | باكو، أذربيجان                     | منافسات الوزن أقل من 53 كيلوغرام للسيدات | المركز الثالث (الميدالية البرونزية) | احتلت المركز الثالث بعد هزيمتها أمام اللاعبة الاندونيسية ناهد كياني شانداه بنتيجة 5-14 |
| 2018  | بطولة افريقيا للتايكوندو         | أغادير، المغرب                     | منافسات الوزن أقل من 53 كيلوغرام للسيدات | المركز الثاني (الميدالية الفضية)    |                                                                                        |
| 2019  | بطولة العالم للتايكوندو          | مانشستر، المملكة المتحدة           | منافسات الوزن أقل من 53 كيلوغرام للسيدات | لم تتأهل                            | حرجت من تصفيات البطولة بعدما هزمت أمام اللاعبة السلوفاكية غابرييل بريسكاروفا           |
| 2019  | دورة الألعاب الإفريقية           | الرباط، المغرب                     | منافسات الوزن أقل من 57 كيلوغرام للسيدات |                                     | [ 9 ]                                                                                  |